# Мириам Сежер
Мириам Сежер (на френски: Myriam Szejer) е френска детска психиатърка и перинатална психоаналитичка, президент на организацията „Каузата на бебетата“ (La Cause des Bébés) в Монруж (Ил дьо Франс), авторка на книги за самопомощ за отглеждане на бебета и малки деца.

## Биография и творчество
Мириам Сежер е родена на 5 юни 1952 г. във Франция. След завършване на средното си образование работи като стажант в психиатричните болници на Сена. Следва медицина и педиатрия в Университет Париж-V на Парижкия университет. Получава докторска степен по психиатрия и педиатрия като през 1979 г. защитава докторска дисертация за детска и юношеска психиатрия в Медицинския факултет на университета Париж-юг. В периода 1982 – 1984 г. следва в Националната висша консерватория за музика и танци.
След дипломирането си като психиатър, от 1979 г. има частен кабинет в Париж като психоаналитик за кърмачета, бременни и родилки, и за родители. В периода 1991 – 2021 г. работи като детски психиатър в болница „Беклере“ в Кламар, Ил дьо Франс. В болницата основава през 2004 г. медицински факултет по „психиатрия и перинаталитет“, в който преподава до 2012 г. От 1993 г. е член на организацията Парижко психоаналитично общество. От 2010 г. си сътрудничи със Софийския университет, с който организират конференциите „Дни на Франсоаз Долто в България“ за творчеството на Франсоаз Долто, на тема: „Детето и психоанализата“. В периода 2012 – 2014 г. основава и преподава в медицински факултет в Болница „Фош“ в Сюрен по „психологически проблеми около раждането“. От 2014 г. чете лекции на тема „Бебето и психоанализата“ във Факултета по медицина на Университета „Хасан II“ в Казабланка, а от 2015 г. преподава в Парижкия университет. През 1995 г. става съосновател на организацията „Каузата на бебетата“ работеща за познаване на сетивността и чувствителността на плода до раждането и след това, като става неин президент и през 2017 г. ръководител на Езиковия институт и издателство към организацията.
От 1994 г. започва да пише на медицински теми свързани отглеждането на бебета и малки деца. Първата ѝ книга „Думи, за да се родиш : психоанализата в родилния дом“ е издадена през 1997 г.
Мириам Сежер живее със семейството си в Париж и Монруж.

## Произведения
- Des mots pour naître (1997)[1][2][3][4]
Думи, за да се родиш : психоанализата в родилния дом, изд.: ИК „Колибри“, София (2012), прев. Кристияна Мирчева
- Le Bébé dans tous ses états (1998)
- Ces neuf mois-là : Une approche psychanalytique de la grossesse et de la naissance (1999)
- Le Bébé face à l'abandon. Le Bébé face à l'adoption (2000)
- Le Bébé et les ruptures : Séparation et exclusion (2003)
- Le Bébé face à l'abandon, le bébé face l'adoption (2003)
- L'Entrée à l'école maternelle : Une grande aventure pour l'enfant (2004)
- Les enfants d'aujourd'hui : Quoi de neuf chez les 0 – 7 ans ? (2007)
- Les mots de la vie : Dico Ado (2007)
- L'art de nourrir les bébés (2008)
Изкуството да храним бебетата, университетско изд. „Св. Климент Охридски“ (2014), прев. Христина Тодорова
- Si les bébés pouvaient parler... (2009)
Ако бебетата можеха да говорят : погледът на психоаналитика, изд.: ИК „Колибри“, София (2016), прев. Валентина Бояджиева
- La Naissance : Histoire, cultures et pratiques d'aujourd'hui (2010)
- Petite école, grande rentrée : L'enfant et la maternelle (2011)
Малкото училище – голямото начало : детето и детската градина, изд.: ИК „Колибри“, София (2013), прев. Валентина Бояджиева
- L'aventure de la naissance avec la PMA (2014)